# Sándorfalva
Sándorfalva este un oraș în districtul Szeged, județul Csongrád, Ungaria, având o populație de 7.924 de locuitori (2011). 

## Demografie
Componența etnică a orașului Sándorfalva
     Maghiari (98,13%)
     Necunoscut (0,79%)
     Alții (1,08%)
Componența confesională a orașului Sándorfalva
     Romano-catolici (47,39%)
     Fără religie (20,8%)
     Reformați (2,27%)
     Necunoscută (27,88%)
     Alte religii (3,05%)
Conform recensământului din 2011, orașul Sándorfalva avea 7.924 de locuitori. Din punct de vedere etnic, majoritatea locuitorilor (98,13%) erau maghiari. Apartenența etnică nu este cunoscută în cazul a 0,79% din locuitori. Nu există o religie majoritară, locuitorii fiind romano-catolici (47,39%), persoane fără religie (20,8%) și reformați (2,27%). Pentru 27,88% din locuitori nu este cunoscută apartenența confesională.